# SANAA
SANAA (Sejima and Nishizawa and Associates) je japanska arhitektonska tvrtka sa sjedištem u Tokiju, Japan. Osnovali su je 1995. godine arhitekti Kazuyo Sejima (rođ. 1956.) i Ryue Nishizawa (rođ. 1966.), koji od tada rade zajedno.
SANAA je zaslužna za mnoge inovativne građevine kao što su Rolexov obrazovni centar u Lausanni (Švicarska), Stakleni paviljon muzeja u Toledu (Ohio, SAD), Novi muzej suvremene umjetnosti u New Yorku, Paviljon Serpentinske galerije u Londonu, Christian Dior zgrada u Omotesandou u Tokiju i Muzej suvrmene umjentosti 21. stoljeća u Kanazawi.
God. 2004., njih dvoje kao predstavnici tvrtke SANAA, dobili su Zlatnog lava na 9. internacionalnoj izložbi arhitekture Venecijanskih bijenala,  Schock nagradu 2005., ali i prestižnu Pritzkerovu nagradu za arhitekturu 2010. god.
- Muzej suvrmene umjetnosti 21. stoljeća u Kanazawi (1999.-2004.)
- Škola za menadžment i dizajn Zollvereina, Essen, Njemačka (2003.-06.)
- Novi muzej suvremene umjetnosti u New Yorku, SAD (2007.)
- Privrmeni paviljon Serpentinske galerije u Londonu (UK) iz 2009. god.
- Rolexov obrazovni centar, Lausanne, Švicarska (2010.)

## Vanjske poveznice
- Službene stranice (engl.)
- SANAA: Works 1998-2008 New Museum of Contemporary Art, New York, video na VernissageTV (engl.)